# Huang Musong
Huang Musong (Chinois simplifié : 黄慕松, pinyin : Huáng Mùsōng), né en 1883 dans le Xian de Mei, dans la province du Guangdong, en Chine de la dynastie Qing, mort le 20 mars 1937 en République de Chine, de son vrai nom Huáng  Rǔhǎi (黄汝海) est un militaire chinois ayant étudié à l'université armée de terre du Japon à 31 ans. Il suit les traces de son père aux affaires militaires chinoises. Sous-secrétaire, officier d'état major, président du gouvernement de la province du Guangdong, et général à titre posthume.
Lors du soulèvement de Wuchang, en 1911, il est désigné officier d'état major de l'armée républicaine, puis sera mis au poste du gouvernement militaire par Sun Yatsen après la fondation de la République de Chine.
En 1913, il est nommé au comité d'observation de la défense nationale. Il se rend notamment en Mongolie et au Xinjiang pour des observations. De retour à la capitale (alors Nankin), il devient directeur général du bureau des mesures de l'armée de terre.
En 1916, il se rend de nouveau au Japon pour étudier, il parle couramment le japonais.
En 1934, l'année suivant le décès du 13e dalaï-lama, il dirige mission chinoise de « condoléances » qui se rend à Lhassa avec l'autorisation du gouvernement tibétain. Elle laisse derrière elle deux agents de liaison munis d'un émetteur-récepteur radio avec l'accord du régent du Tibet, Reting Rinpoché. Elle marque la constitution de la Mission chinoise à Lhassa la même année.
Il est président de la Commission des affaires mongoles et tibétaines de mars 1935 à juillet 1936.
Il est président du gouvernement du Guangdong de juillet 1936 à mars 1937